# Lista de jogos para o Quest
Os jogos eletrônicos do tipo realidade virtual desenvolvidos para o Oculus Quest e o Meta Quest 2, distribuídos pela empresa Oculus VR. Jogos que precisam ser carregados de lado não estão nesta lista. A data de lançamento listada é a data de lançamento para o dispositivo, os jogos podem ter sido lançados anteriormente para outras plataformas.

## Títulos para o Quest 1/2
| Data lançamento | Título                                  | Gênero                                                    | Modo jogadores                | Modo de jogo                      | Desenvolvedor                                           | tamanho    | Compartilhamento | Cross-Buy | Cross-Play                                              | Ref                |
| --------------- | --------------------------------------- | --------------------------------------------------------- | ----------------------------- | --------------------------------- | ------------------------------------------------------- | ---------- | ---------------- | --------- | ------------------------------------------------------- | ------------------ |
| 2020-01-09      | 2MD: VR Football Unleashed              | arcade, esporte                                           | 1 jogador                     | em-pé roomscale                   | Truant Pixel                                            | 1.39 GB    |                  |           |                                                         |                    |
| 2019-07-04      | Accounting+                             | Casual                                                    | 1 jogador                     | sentado, em-pé, roomscale         | Crows Crows Crows and Squanch Games                     | 1.93 GB    |                  |           |                                                         | [ 1 ]              |
| 2019-08-29      | Acron: Attack of the Squirrels!         | ação, arcade, Social                                      | Multiplayer                   | sentado, Standing                 | Resolution Games                                        | 536.6 MB   |                  |           |                                                         | [ 2 ]              |
| 2019-09-12      | Adam Savage's Tested VR                 | diversão                                                  | 1 jogador                     | sentado em-pé roomscale           | WHALEROCK                                               | 2.38 GB    | No               |           |                                                         |                    |
| 2019-12-12      | AFFECTED: The Manor                     | Casual, exploração, Horror                                | 1 jogador                     | em-pé                             | Fallen Planet Studios                                   | 1.25 GB    |                  |           |                                                         |                    |
| 2020-08-20      | Alcove                                  | exploração, Social, Travel                                | Multiplayer, 1 jogador, Co-op | sentado em-pé Roomscale           | AARP Innovation Labs                                    | 630.8 MB   |                  |           |                                                         |                    |
| 2019-09-12      | AltspaceVR                              | Casual, Social                                            | Multiplayer, 1 jogador, Co-op | sentado em-pé Roomscale           | AltspaceVR                                              | 662.9 MB   |                  | Free      |                                                         |                    |
| 2019-05-21      | Angry Birds VR: Isle of Pigs            | Casual, Puzzle                                            | 1 jogador                     | sentado em-pé                     | Resolution Games                                        | 376.7 MB   |                  |           |                                                         | [ 3 ] [ 4 ] [ 5 ]  |
| 2019-06-26      | Anne Frank House VR                     | Educação                                                  | 1 jogador                     | Standing, Roomscale               | Force Field                                             | 780.3 MB   |                  |           |                                                         | [ 6 ]              |
| 2019-05-21      | Apex Construct                          | ação-aventura                                             | 1 jogador                     | sentado em-pé Roomscale           | Fast Travel Games                                       | 1.34 GB    |                  |           |                                                         | [ 3 ] [ 5 ]        |
| 2019-05-21      | Apollo 11                               | Educação                                                  | 1 jogador                     | sentado em-pé                     | Immersive VR Educação                                   | 1.78 GB    |                  |           |                                                         | [ 7 ]              |
| 2019-12-05      | Arizona Sunshine                        | tiro FPS                                                  | Multiplayer, 1 jogador, Co-op | em-pé Roomscale                   | Vertigo Games                                           | 4.66 GB    |                  |           |                                                         | [ 8 ]              |
| 2020-04-16      | Audioshield                             | arcade, música                                            | 1 jogador                     | em-pé                             | Dylan Fitterer                                          | 569.7 MB   |                  |           |                                                         |                    |
| 2020-05-07      | Audio Trip                              | arte, música, esporte                                     | 1 jogador                     | em-pé Roomscale                   | Kinemotik Studios                                       | 1.35 GB    |                  |           |                                                         |                    |
| 2020-03-26      | B-Team                                  | ação, aventura, arcade                                    | 1 jogador                     | sentado em-pé                     | Twisted Pixel Games                                     | 974.1 MB   |                  |           |                                                         |                    |
| 2021-01-14      | Baba Yaga                               | aventura, filme, narrativa                                | 1 jogador                     | em-pé Roomscale                   | Baobab Studios                                          | 1.01 GB    |                  |           |                                                         |                    |
| 2019-05-21      | Bait!                                   | Casual                                                    | 1 jogador                     | sentado em-pé                     | Resolution Games                                        | 212.7 MB   |                  |           |                                                         | [ 3 ] [ 4 ] [ 5 ]  |
| 2019-05-21      | Ballista                                | Casual, puzzle                                            | 1 jogador                     | empé, Roomscale                   | High Voltage Software                                   | 1.89 GB    |                  |           |                                                         | [ 5 ]              |
| 2019-05-21      | Beat Saber                              | músicaal                                                  | Multiplayer, 1 jogador        | em-pé, Roomscale (VR)             | Beat Games                                              | 1,016.4 MB | No               | No        | Rift                                                    | [ 3 ] [ 9 ]        |
| 2019-05-21      | Bigscreen Beta                          | Social                                                    | Multiplayer, 1 jogador, Co-op | sentado em-pé Roomscale           | Bigscreen                                               | 883.9 MB   |                  |           |                                                         | [ 5 ] [ 10 ]       |
| 2020-10-29      | Blair Witch: Oculus Quest Edition       | Horror, exploração, aventura                              | 1 jogador                     | sentado em-pé Roomscale           | Bloober Team                                            | 3.70 GB    |                  |           |                                                         |                    |
| 2020-11-20      | Blaston                                 | ação, tiro, esporte                                       | Multiplayer, 1 jogador        | em-pé Roomscale                   | Resolution Games                                        | 573.0 MB   |                  |           |                                                         |                    |
| 2019-05-21      | Bogo                                    | Casual                                                    | 1 jogador                     | em-pé Roomscale                   | Oculus                                                  | 441.0 MB   | No               |           |                                                         | [ 5 ]              |
| 2021-06-08      | BoomBox                                 | música, rítmo                                             | Multiplayer, 1 jogador        | em-péRoomscale                    | Cyberspline Games Inc                                   | 441,6 MB   |                  |           |                                                         |                    |
| 2019-05-21      | Bonfire                                 | filme                                                     | 1 jogador                     | sentado em-pé                     | Baobab                                                  | 1.20 GB    |                  |           |                                                         | [ 5 ]              |
| 2019-05-21      | FitXR (formerly called BOXVR)           | esporte                                                   | Multiplayer, 1 jogador        | sentado em-pé                     | Fit XR                                                  | 2.24 GB    | No               |           |                                                         | [ 3 ] [ 5 ]        |
| 2021-04-15      | Carly and the Reaperman                 | ação, Puzzle, Social                                      | 1 jogador, Multiplayer, Co-op | sentado em-pé Roomscale           | Odd Raven Studios and Resolution Games AB               | 1.37 GB    |                  | No        |                                                         |                    |
| 2019-09-19      | Cave Digger                             | ação, aventura, exploração                                | 1 jogador                     | sentado em-pé Roomscale           | Mekiwi                                                  | 360.5 MB   |                  |           |                                                         |                    |
| 2021-06-29      | Chess Club                              | Casual, Strategy                                          | Multiplayer, 1 jogador        | sentado em-pé                     | Odders                                                  | 684.1 MB   |                  |           |                                                         |                    |
| 2020-06-18      | Cirque du Soleil                        | filme, música, narrativa                                  | 1 jogador                     | sentado em-pé                     | Felix & Paul Studios                                    | 79.8 MB    |                  |           |                                                         |                    |
| 2019-12-19      | The Climb                               | exploração                                                | 1 jogador                     | sentado em-pé                     | Crytek                                                  | 1.73 GB    |                  |           |                                                         | [ 3 ] [ 9 ]        |
| 2021-03-04      | The Climb 2                             | arcade, exploração, esporte                               | 1 jogador                     | sentado em-pé                     | Crytek                                                  | 4.29 GB    |                  |           |                                                         |                    |
| 2019-08-27      | Cloudlands 2                            | Social, esporte                                           | Multiplayer, 1 jogador, Co-op | em-pé, Roomscale                  | Futuretown                                              | 834.3 MB   |                  |           |                                                         |                    |
| 2020-07-16      | Coaster Combat                          | ação, Casual, Roller Coaster                              | 1 jogador                     | sentado em-pé                     | Force Field diversão                                    | 1.15 GB    | No               |           |                                                         |                    |
| 2020-09-03      | Cook-Out                                | Casual, Food, Social                                      | Multiplayer, 1 jogador, Co-op | sentado em-pé Roomscale           | Resolution Games                                        | 831.0 MB   |                  |           |                                                         |                    |
| 2020-12-03      | Contractors VR                          | tiro FPS, multiplayer                                     | Multiplayer, 1 jogador, Co-op | Sitting, Standing, Roomscale      | Caveman Game Production                                 | 4.89 GB    |                  |           |                                                         | [ 11 ]             |
| 2019-05-21      | Creed: Rise to Glory                    | luta game, esporte                                        | Multiplayer, 1 jogador        | Sitting, Standing, Roomscale      | Survios                                                 | 1.42 GB    |                  |           |                                                         | [ 3 ] [ 4 ] [ 5 ]  |
| 2021-01-26      | Crisis VRigade                          | ação, arcade, tiro                                        | Multiplayer, 1 jogador, Co-op | Standing, Roomscale               | Sumalab                                                 | 1,09 GB    |                  | No        |                                                         |                    |
| 2021-01-28      | Crisis VRigade 2                        | ação, arcade, tiro                                        | Multiplayer, 1 jogador, Co-op | Standing, Roomscale               | Sumalab                                                 | 2,45 GB    |                  | -         |                                                         |                    |
| 2020-09-17      | Cubism                                  | educacional, Puzzle, relaxamento/Meditation               | 1 jogador                     | Sitting, Standing, Roomscale      | Thomas Van Bouwel                                       | 139.8 MB   |                  |           |                                                         |                    |
| 2019-11-14      | The Curious Tale of the Stolen Pets     | aventura, Casual, Puzzle                                  | 1 jogador                     | Sitting, Standing, Roomscale      | Fast Travel Games                                       | 1.01 GB    |                  |           |                                                         |                    |
| 2019-05-21      | Dance Central                           | músicaal                                                  | Multiplayer, 1 jogador, Co-op | Standing, Roomscale               | Harmonix                                                | 2.78 GB    |                  | Yes       |                                                         | [ 3 ] [ 5 ] [ 12 ] |
| 2020-10-08      | Dash Dash World                         | Racing, Karting, Casual, Party, tiro                      | Multiplayer, 1 jogador, Co-op | Sitting, Steering wheel supported | MOTIONX STUDIO                                          | 4.28 GB    |                  |           |                                                         | [ 13 ]             |
| 2019-05-21      | Dead and Buried II                      | tiro FPS                                                  | Multiplayer, 1 jogador        | Standing                          | Oculus Studios                                          | 1.60 GB    |                  |           |                                                         | [ 3 ] [ 5 ] [ 9 ]  |
| 2019-10-22      | Dear Angelica                           | filme                                                     | 1 jogador                     | Sitting                           | Oculus Story Studio                                     | 2.99 GB    |                  |           |                                                         | [ 14 ]             |
| 2019-09-26      | Death Horizon: Reloaded                 | tiro FPS, horror                                          | Multiplayer, 1 jogador        | Standing, Roomscale               | Dream Dev Studio                                        | 1.02 GB    |                  |           |                                                         | [ 15 ]             |
| 2019-12-05      | Death Lap                               | arcade, Racing, tiro                                      | Multiplayer, 1 jogador        | Sitting, Standing                 | OZWE Games                                              | 1.91 GB    |                  |           |                                                         |                    |
| 2021-05-06      | Demeo                                   | aventura, RPG, Strategy                                   | Multiplayer, 1 jogador, Co-op | Sitting, Standing, Roomscale      | Resolution Games                                        | 664.4 MB   |                  |           |                                                         |                    |
| 2019-08-08      | DeoVR Video Player                      | Media player                                              | 1 jogador                     | Sitting, Standing                 | VRFavs.com                                              | 382.5 MB   |                  |           |                                                         |                    |
| 2021-08-05      | Disc Ninja                              | arcade, simulação, esporte                                | Multiplayer, 1 jogador        | Sitting, Standing                 | Immersion Games S.A.                                    | 1.66 GB    |                  |           |                                                         |                    |
| 2020-01-23      | Doctor Who The Edge of Time             | ação, aventura                                            | 1 jogador                     | Sitting, Standing                 | Maze Theory                                             | 1.34 GB    |                  |           |                                                         |                    |
| 2020-03-26      | Down the Rabbit Hole                    | aventura, Puzzle                                          | 1 jogador                     | Sitting, Standing                 | Cortopia Studios                                        | 1.27 GB    |                  |           |                                                         |                    |
| 2019-10-03      | Dreadhalls                              | exploração, Horror                                        | 1 jogador                     | Sitting, Standing, Roomscale      | White Door Games                                        | 519.3 MB   |                  |           |                                                         |                    |
| 2019-05-21      | Drop Dead: Dual Strike Edition          | tiro FPS, horror                                          | Multiplayer, 1 jogador, Co-op | Sitting, Standing, Roomscale      | Pixel Toys                                              | 2.32 GB    |                  |           |                                                         | [ 3 ] [ 4 ] [ 5 ]  |
| 2019-09-12      | Drunkn Bar Fight                        | ação, luta                                                | Multiplayer, 1 jogador, Co-op | Standing, Roomscale               | The Munky                                               | 2.23 GB    |                  | No        |                                                         |                    |
| 2020-05-05      | Echo VR                                 | ação, Social, esporte                                     | Multiplayer                   | Sitting, Standing, Roomscale      | Ready at Dawn                                           | 919.6 MB   |                  |           |                                                         |                    |
| 2020-06-07      | ecosphere                               | história, educacional, Travel                             | 1 jogador                     | Sitting, Standing, Roomscale      | PHORIA                                                  | 1.41 GB    |                  |           |                                                         |                    |
| 2019-06-06      | Electronauts                            | Casual, música                                            | 1 jogador                     | Sitting, Standing, Roomscale      | Survios                                                 | 1.24 GB    |                  |           |                                                         | [ 5 ]              |
| 2020-02-27      | Eleven Table Tennis                     | esporte, simulador                                        | Multiplayer, 1 jogador        | Roomscale                         | For Fun Labs                                            | 941.0 MB   |                  |           |                                                         |                    |
| 2020-05-22      | Elixir                                  | aventura, Casual, narrativa                               | 1 jogador                     | Roomscale                         | Magnopus                                                | 1.52 GB    |                  |           |                                                         |                    |
| 2019-09-05      | Elven Assassin                          | tiro, multiplayer                                         | Multiplayer, 1 jogador, Co-op | Standing                          | Wenkly Studio                                           | 2.37 GB    |                  |           |                                                         |                    |
| 2019-08-29      | End Space                               | ação, voar                                                | 1 jogador                     | Sitting, Standing                 | Orange Bridge Studios                                   | 634.8 MB   |                  |           |                                                         |                    |
| 2019-05-21      | Epic Roller Coaster                     | Casual                                                    | Multiplayer, 1 jogador        | Sitting, Standing, Roomscale      | B4T Games                                               | 2.11 GB    |                  |           |                                                         | [ 5 ]              |
| 2019-11-22      | Espire 1: VR Operative                  | tiro FPS                                                  | 1 jogador                     | Sitting, Standing, Roomscale      | Digital Lode                                            | 3.80 GB    |                  |           |                                                         | [ 16 ]             |
| 2019-05-21      | ESPN                                    | Media player                                              | 1 jogador                     | Sitting, Standing                 | ESPN                                                    | 24.6 MB    |                  |           |                                                         | [ 17 ]             |
| 2019-05-21      | The Exorcist: Legion VR                 | aventura, Horror                                          | 1 jogador                     | Standing, Roomscale               | Wolf & Wood, Ltd.                                       | 1.44 GB    |                  |           |                                                         | [ 5 ] [ 18 ]       |
| 2019-05-21      | Facebook Watch                          | Media player                                              | 1 jogador                     | Sitting, Standing                 | Facebook                                                | 4.0 MB     |                  |           |                                                         | [ 19 ]             |
| 2019-05-21      | Face Your Fears II                      | Horror                                                    | 1 jogador                     | Sitting, Standing, Roomscale      | Turtle Rock Studios                                     | 2.16 GB    |                  |           |                                                         | [ 3 ] [ 4 ] [ 5 ]  |
| 2020-01-16      | Fail Factory!                           | arcade, Casual                                            | 1 jogador                     | Sitting                           | Armature Studio                                         | 616.0 MB   |                  |           |                                                         |                    |
| 2020-09-03      | Falcon Age                              | ação, aventura, narrativa                                 | 1 jogador                     | Standing, Roomscale, Sitting      | Outerloop Games                                         | 1.20 GB    |                  |           |                                                         |                    |
| 2019-09-25      | FandangoNOW                             | Media Player                                              | 1 jogador                     | Sitting, Standing, Roomscale      | Fandango                                                |            |                  |           |                                                         |                    |
| 2019-07-25      | Firefox Reality                         | Media player                                              | 1 jogador                     | Sitting, Standing, Roomscale      | Mozilla                                                 | 176.3 MB   |                  |           |                                                         | [ 20 ]             |
| 2019-05-21      | First Steps                             | exploração                                                | 1 jogador                     | Standing, Roomscale               | Oculus                                                  | 739.4 MB   |                  |           |                                                         | [ 19 ]             |
| 2019-11-27      | A Fisherman's Tale                      | aventura, narrativa, Puzzle                               | 1 jogador                     | Sitting, Standing, Roomscale      | InnerspaceVR                                            | 2.12 GB    |                  |           |                                                         |                    |
| 2020-07-16      | Five Nights at Freddy's: Help Wanted    | Horror, Puzzle                                            | 1 jogador                     | Standing, Sitting                 | Steel Wool Studios                                      | 1.79 GB    |                  |           |                                                         |                    |
| 2021-05-27      | ForeVR Bowl                             | Casual, simulação, esporte                                | Multiplayer, 1 jogador, Co-op | Sitting, Standing, Roomscale      | Forevr Games Inc                                        | 2.64 GB    |                  |           |                                                         |                    |
| 2021-12-16      | ForeVR Darts                            | Casual, simulação, esporte                                | Multiplayer, 1 jogador, Co-op | Sitting, Standing, Roomscale      | Forevr Games Inc                                        | 1.50 GB    |                  |           |                                                         |                    |
| 2019-05-21      | FOX NOW                                 | Media player                                              | 1 jogador                     | Sitting                           | Fox Media                                               |            |                  |           |                                                         | [ 17 ]             |
| 2019-05-21      | Fruit Ninja                             | ação, casual                                              | 1 jogador                     | Sitting, Standing                 | Halfbrick Studios                                       | 748.5 MB   |                  |           |                                                         | [ 3 ] [ 4 ] [ 5 ]  |
| 2019-07-27      | Fujii                                   | aventura                                                  | 1 jogador                     | Sitting, Standing, Roomscale      | Funktronic Labs                                         | 425.1 MB   |                  | Yes       |                                                         | [ 17 ]             |
| 2019-10-24      | Gadgeteer                               | educacional, Puzzle                                       | 1 jogador                     | Sitting, Standing, Roomscale      | Metanaut                                                | 2.66 GB    |                  |           |                                                         |                    |
| 2020-05-28      | Gloomy Eyes                             | Casual, filme, narrativa                                  | 1 jogador                     | Standing, Sitting                 | 3DAR, Atlas V                                           | 2.79 GB    |                  |           |                                                         |                    |
| 2021-03-25      | Golf 5 eClub                            | simulação, Social, esporte                                | Multiplayer, 1 jogador        | Sitting, Standing, Roomscale      | AAA GAMES STUDIOS S.L.                                  | 1.37 GB    |                  |           |                                                         |                    |
| 2021-01-28      | GORN                                    | ação, luta                                                | 1 jogador                     | Standing, Roomscale               | Free Lives & 24 Bit Games                               | 759.8 MB   |                  |           |                                                         | [ 21 ]             |
| 2020-08-20      | Gravity Lab                             | educacional, Puzzle, espaço                               | 1 jogador                     | Sitting, Standing, Roomscale      | Mark Schramm                                            | 1.45 GB    |                  |           |                                                         |                    |
| 2019-07-18      | Gravity Sketch                          | Creativity                                                | 1 jogador                     | Sitting, Standing, Roomscale      | Gravity Sketch                                          | 220.6 MB   |                  |           |                                                         | [ 17 ]             |
| 2020-02-20      | Ghost Giant                             | Puzzle, aventura                                          | 1 jogador                     | Standing, Roomscale               | Zoink Games                                             | 1.96 GB    |                  |           |                                                         |                    |
| 2019-05-21      | Guided Tai Chi                          | arcade, relaxamento                                       | 1 jogador                     | Standing, Roomscale               | Cubicle Ninjas                                          | 1.95 GB    |                  |           |                                                         | [ 5 ]              |
| 2019-07-18      | Gun Club VR                             | tiro FPS                                                  | 1 jogador                     | Sitting, Standing, Roomscale      | The Binary Mill                                         | 1.99 GB    | No               |           |                                                         | [ 22 ]             |
| 2020-04-02      | Guns'n'Stories: Bulletproof VR          | ação, arcade, tiro                                        | 1 jogador                     | Sitting, Standing, Roomscale      | MiroWin                                                 | 1,017.2 MB |                  |           |                                                         |                    |
| 2019-09-12      | Half + Half                             | arcade, Social, exploração                                | Multiplayer, Co-op            | Standing, Roomscale               | Normal                                                  | 537.2 MB   |                  |           |                                                         |                    |
| 2021-04-01      | Hand Physics Lab                        | casual, puzzle, simulação                                 | 1 jogador                     | Sitting, Standing, Roomscale      | Dennys Kuhnert - Holonautic                             | 485.8 MB   |                  |           |                                                         |                    |
| 2019-10-22      | Henry                                   | filme                                                     | 1 jogador                     | Sitting                           | Oculus Story Studio                                     | 1.35 GB    |                  |           |                                                         | [ 23 ]             |
| 2020-09-10      | Holopoint: Oculus Edition               | ação, arcade, esporte                                     | 1 jogador                     | Roomscale                         | Alzan Studios,                                          | 300.9 MB   |                  |           |                                                         |                    |
| 2020-08-19      | Home After War                          | história, narrativa, notícia                              | 1 jogador                     | Sitting, Standing, Roomscale      | NowHere Media                                           | 1.72 GB    |                  |           |                                                         |                    |
| 2020-06-17      | Homestar VR                             | 360 Experience (Non-game), relaxamento/Meditation, espaço | 1 jogador                     | Sitting, Standing                 | The Pocket Company                                      | 512.6 MB   |                  |           |                                                         |                    |
| 2020-08-27      | HouseFlipper VR                         | arte, Casual, relaxamento/Meditation                      | 1 jogador                     | Sitting, Standing, Roomscale      | Frozen District                                         | 367.0 MB   |                  |           |                                                         |                    |
| 2021-02-25      | Hyper Dash                              | ação, tiro                                                | Multiplayer, 1 jogador        | Sitting, Standing, Roomscale      | Triangle Factory                                        | 1.44 GB    |                  |           |                                                         |                    |
| 2020-07-23      | Immersed                                | produtividade, Social, Utility                            | Multiplayer, 1 jogador, Co-op | Sitting, Standing                 | Immersed Inc.                                           | 754.7 MB   |                  |           |                                                         |                    |
| 2020-07-23      | In Death: Unchained                     | ação, luta, tiro                                          | 1 jogador                     | Sitting, Standing, Roomscale      | Superbright                                             | 1.53 GB    |                  |           |                                                         |                    |
| 2020-04-09      | Ironlights                              | ação, luta, esporte                                       | Multiplayer, 1 jogador        | Roomscale, Standing               | E McNeill                                               | 1,003.2 MB |                  |           |                                                         |                    |
| 2019-05-21      | I Expect You to Die                     | ação                                                      | 1 jogador                     | Sitting                           | Schell Games                                            | 897.8 MB   |                  |           |                                                         | [ 3 ] [ 5 ]        |
| 2021-08-24      | I Expect You to Die 2                   | aventura, exploração, Puzzle                              | 1 jogador                     | Sitting                           | Schell Games                                            | 1.18 GB    |                  | Yes       |                                                         |                    |
| 2019-05-21      | Job simulador                           | simulação                                                 | 1 jogador                     | Roomscale                         | Owlchemy Labs                                           | 1.67 GB    |                  |           |                                                         | [ 3 ] [ 4 ] [ 5 ]  |
| 2019-05-21      | Journey of the Gods                     | ação                                                      | 1 jogador                     | Sitting, Standing, Roomscale      | Turtle Rock Studios                                     | 970.1 MB   |                  |           |                                                         | [ 3 ] [ 5 ] [ 9 ]  |
| 2020-12-17      | Jurassic World Aftermath                | exploração, aventura, Dinosaurs                           | 1 jogador                     | Sitting, Standing, Roomscale      | Coatsink Software                                       | 2.35 GB    |                  |           |                                                         |                    |
| 2019-05-21      | Keep Talking and Nobody Explodes        | Puzzle                                                    | Co-op                         | Sitting, Standing, Roomscale      | Steel Crate Games                                       | 175.6 MB   |                  |           |                                                         | [ 3 ] [ 4 ] [ 5 ]  |
| 2020-04-16      | The Key                                 | diversão                                                  | 1 jogador                     | Standing, Roomscale               | Lucid Dreams Productions                                | 1.95 GB    |                  |           |                                                         |                    |
| 2019-10-17      | Kingspray Graffiti                      | Creative, simulação, Casual                               | Multiplayer, 1 jogador        | Standing, Roomscale               | Infectious Ape                                          | 1.36 GB    |                  |           |                                                         |                    |
| 2019-10-17      | Knockout League                         | arcade, luta                                              | 1 jogador                     | Standing                          | Grab Games                                              | 1.02 GB    |                  |           |                                                         |                    |
| 2019-11-12      | Last Labyrinth                          | aventura, Puzzle                                          | 1 jogador                     | Sitting                           | AMATA K.K.                                              | 1.69 GB    |                  |           |                                                         |                    |
| 2021-06-17      | Larcenauts                              | ação, arcade, Shooting                                    | Multiplayer                   | Sitting, Standing                 | Impulse Gear, Inc.                                      | 3.25 GB    |                  | Yes       |                                                         |                    |
| 2020-07-09      | Layers of Fear VR                       | aventura, exploração, Horror                              | 1 jogador                     | Sitting, Standing, Roomscale      | Incuvo S.A.                                             | 1.75 GB    |                  |           |                                                         |                    |
| 2020-04-30      | Let's Create! Pottery VR                | arte, Casual, relaxamento/Meditation                      | 1 jogador                     | Sitting                           | Infinite Dreams sp. z o.o.                              | 951.1 MB   |                  |           |                                                         |                    |
| 2020-03-31      | Lies Beneath                            | ação, Horror, tiro                                        | 1 jogador                     | Sitting, Standing, Roomscale      | Drifter                                                 | 1.74 GB    |                  |           |                                                         |                    |
| 2020-05-28      | The Line                                | arte, filme, narrativa                                    | 1 jogador                     | Roomscale, Sitting                | ARVORE Immersive Experiences                            | 705.2 MB   |                  |           |                                                         |                    |
| 2021-01-07      | Mare                                    | aventura, exploração, Puzzle                              | 1 jogador                     | Sitting, Standing                 | Visiontrick Media                                       | 901.7 MB   |                  |           |                                                         |                    |
| 2022-02-24      | Marineverse Cup                         | Sailing, Racing, simulação                                | 1 jogador, Multiplayer, Co-op | Sitting, Standing, Roomscale      | Marineverse                                             | 2.06 GB    | Yes              |           |                                                         |                    |
| 2019-08-22      | MelodyVR                                | Media Player, música                                      | 1 jogador                     | Sitting, Standing, Roomscale      | MelodyVR                                                | 137.9 MB   |                  |           |                                                         |                    |
| 2020-05-14      | Mini Motor Racing X                     | ação, arcade, Racing                                      | Multiplayer, 1 jogador, Co-op | Sitting, Standing, Roomscale      | The Binary Mill                                         | 1.92 GB    |                  |           |                                                         |                    |
| 2019-07-12      | Mission: ISS: Quest                     | Educação                                                  | 1 jogador                     | Sitting, Standing, Roomscale      | Magnopus                                                | 1.07 GB    |                  |           |                                                         | [ 17 ]             |
| 2020-07-22      | MLB VR                                  | 360 Experience (Non-game), esporte                        | 1 jogador                     | Sitting, Standing, Roomscale      | MLB                                                     | 525.5 MB   |                  |           |                                                         |                    |
| 2021-08-26      | Mondly: Practice Languages in VR        | Educação, produtividade                                   | 1 jogador                     | Sitting, Standing                 | ATi Studios                                             | 1.06 GB    |                  | Yes       |                                                         |                    |
| 2019-05-21      | Moss                                    | aventura                                                  | 1 jogador                     | Sitting, Standing                 | Polyarc                                                 | 2.64 GB    |                  |           |                                                         | [ 3 ] [ 5 ] [ 9 ]  |
| 2020-01-16      | Multiverse                              | Casual, exploração, Educação                              | Multiplayer, 1 jogador        | Sitting, Standing, Roomscale      | Future Tech Labs Ltd                                    | 306.0 MB   |                  |           |                                                         |                    |
| 2020-12-10      | Myst                                    | aventura, Puzzle                                          | 1 jogador                     | Sitting, Standing, Roomscale      | Cyan Worlds, Inc.                                       | 9.63 GB    |                  | Yes       |                                                         |                    |
| 2020-06-11      | Myth: A Frozen Tale                     | arte, filme, narrativa                                    | 1 jogador                     | Sitting, Standing                 | Walt Disney Animation Studios                           | 622.5 MB   |                  |           |                                                         |                    |
| 2019-05-21      | National Geographic Explore VR          | Educação                                                  | 1 jogador                     | Roomscale                         | Force Field VR                                          | 3.55 GB    | No               |           |                                                         | [ 5 ]              |
| 2019-05-21      | Nature Treks VR                         | relaxamento                                               | 1 jogador                     | Sitting, Standing, Roomscale      | Greener Games                                           | 793.7 MB   |                  |           |                                                         | [ 5 ]              |
| 2019-05-21      | Netflix                                 | Media player                                              | 1 jogador                     | Sitting, Standing, Roomscale      | Netflix                                                 | 87.3 MB    |                  |           |                                                         | [ 19 ]             |
| 2019-05-21      | Neverthink                              | Media player                                              | 1 jogador                     | Sitting, Standing, Roomscale      | Neverthink                                              | 48.5 MB    |                  |           |                                                         | [ 17 ]             |
| 2019-08-29      | NextVR (No longer available)            | Media Player, esporte                                     | 1 jogador                     | Sitting, Standing, Roomscale      | NextVR, Inc.                                            |            |                  |           |                                                         |                    |
| 2019-08-08      | Ninja Legends                           | ação, luta                                                | 1 jogador                     | Sitting, Standing, Roomscale      | Coinflip Studios                                        | 1.19 GB    |                  |           |                                                         |                    |
| 2022-03-10      | Nock                                    | esporte, ação                                             | Multiplayer, 1 jogador        | Sitting, Standing, Roomscale      | Normal                                                  |            |                  |           |                                                         | [ 24 ]             |
| 2019-07-12      | Notes on Blindness                      | narrativa                                                 | 1 jogador                     | Sitting, Standing, Roomscale      | Novelab, Atlas V                                        | 1.07 GB    |                  |           |                                                         | [ 17 ]             |
| 2019-05-21      | Ocean Rift                              | Educação                                                  | 1 jogador                     | Sitting, Standing, Roomscale      | Dr. Llyr Ap Cenydd                                      | 845.9 MB   |                  |           |                                                         | [ 5 ]              |
| 2019-05-21      | Oculus Browser                          | Media player                                              | 1 jogador                     | Sitting, Standing                 | Oculus                                                  | 85.2 MB    |                  |           |                                                         | [ 5 ]              |
| 2019-05-21      | Oculus First Contact                    | exploração                                                | 1 jogador                     | Standing, Roomscale               | Oculus                                                  | 554.7 MB   |                  |           |                                                         | [ 5 ]              |
| 2019-05-21      | Oculus Gallery                          | Media player                                              | 1 jogador                     | Sitting, Standing                 | Oculus                                                  | 135.2 MB   |                  |           |                                                         | [ 5 ]              |
| 2019-05-21      | Oculus TV                               | Media player                                              | 1 jogador                     | Sitting, Standing, Roomscale      | Oculus                                                  | 17.5 MB    |                  |           |                                                         | [ 5 ]              |
| 2019-07-24      | Oculus Venues                           | Social, música, esporte                                   | 1 jogador                     | Sitting, Standing                 | Oculus                                                  | 619.5 MB   |                  |           |                                                         |                    |
| 2019-05-21      | Oculus Video                            | Media player                                              | 1 jogador                     | Sitting, Standing, Roomscale      | Oculus                                                  | 141.4 MB   |                  |           |                                                         | [ 5 ]              |
| 2020-02-20      | OhShape                                 | músicaal                                                  | 1 jogador                     | Standing, Roomscale               | Odders Lab                                              | 546.4 MB   |                  |           |                                                         |                    |
| 2020-07-30      | Onward                                  | ação, tiro, simulação                                     | Multiplayer, Co-op, 1 jogador | Standing, Roomscale               | Downpour Interactive                                    | 2.82GB     |                  |           |                                                         |                    |
| 2019-05-21      | OrbusVR: Reborn                         | Mass Multiplayer Online ação RPG                          | Multiplayer, 1 jogador        | Roomscale                         | Orbus Online                                            | 1.65 GB    | No               |           |                                                         | [ 5 ] [ 25 ]       |
| 2019-12-12      | Path of the Warrior                     | ação, arcade, luta                                        | Multiplayer, Co-op, 1 jogador | Sitting, Standing                 | Twisted Pixel Games                                     | 1.68 GB    |                  |           |                                                         | [ 26 ]             |
| 2019-06-27      | Penn & Teller VR: F U, U, U, & U        | Casual                                                    | Multiplayer, 1 jogador        | Roomscale                         | Gearbox Software                                        | 1.78 GB    |                  |           |                                                         | [ 27 ]             |
| 2020-06-25      | Phantom: Covert Ops                     | ação, aventura, tiro                                      | 1 jogador                     | Sitting                           | nDreams                                                 | 3.40 GB    |                  |           |                                                         |                    |
| 2020-01-09      | Pigasus VR Media Player                 | Media Player                                              | 1 jogador                     | Sitting, Standing, Roomscale      | Hanging Hat Studios                                     | 230.6 MB   |                  |           |                                                         |                    |
| 2019-08-15      | Pinball FX2 VR                          | arcade                                                    | 1 jogador                     | Sitting, Standing                 | Zen Studios                                             | 170.8 MB   |                  |           |                                                         |                    |
| 2019-11-07      | Pistol Whip                             | músicaal, tiro                                            | 1 jogador                     | Standing, Roomscale               | Cloudhead Games, Ltd.                                   | 1.23 GB    |                  |           |                                                         |                    |
| 2020-04-23      | Pixel Ripped 1995                       | ação, aventura, arcade                                    | 1 jogador                     | Sitting                           | ARVORE Immersive Experiences                            | 1.58 GB    |                  |           |                                                         |                    |
| 2019-07-25      | Please, Don't Touch Anything            | Horror, Puzzle                                            | 1 jogador                     | Sitting, Standing, Roomscale      | Four Quarters, Escalation Studios, Forward Game Studios | 559.3 MB   |                  |           |                                                         |                    |
| 2019-05-21      | Pluto TV                                | Media player                                              | 1 jogador                     | Sitting                           | Pluto TV                                                |            |                  |           |                                                         |                    |
| 2021-11-21      | Pets VR                                 | Creative, simulação, Casual, Relaxiation                  | 1 jogador                     | Standing                          | Actum Games                                             |            |                  |           |                                                         |                    |
| 2019-05-21      | PokerStars VR                           | Casual                                                    | Multiplayer                   | Sitting                           | LuckyVR                                                 | 3.88 GB    |                  |           |                                                         | [ 5 ]              |
| 2019-09-12      | Poker VR                                | Social, esporte                                           | Multiplayer                   | Sitting, Standing                 | Mega Particle, Inc.                                     | 1.02 GB    |                  |           |                                                         |                    |
| 2020-08-22      | Population: One                         | ação, arcade, tiro, Battle Royale                         | Multiplayer, 1 jogador        | Sitting, Standing, Roomscale      | BigBox VR                                               | 2.64 GB    | No               | Yes       |                                                         | [ 28 ]             |
| 2020-06-04      | Premium Bowling                         | simulação, esporte                                        | Multiplayer, 1 jogador        | Standing, Roomscale               | Sadetta                                                 | 1.10 GB    |                  |           |                                                         |                    |
| 2019-07-24      | Prime Video VR                          | Media Player                                              | 1 jogador                     | Sitting, Standing                 | Amazon                                                  | 226.1 MB   |                  |           |                                                         |                    |
| 2020-12-3       | Prison Boss VR                          | ação, simulação, Strategy                                 | 1 jogador                     | Sitting, Standing, Roomscale      | TREBUCHE                                                | 712.3 MB   |                  |           |                                                         |                    |
| 2020-05-28      | Topgolf with Pro Putt                   | aventura, simulação, esporte                              | Multiplayer, 1 jogador        | Roomscale, Standing               | Golf Scope Inc.                                         | 3.55 GB    |                  |           |                                                         |                    |
| 2019-06-13      | Puppet Fever                            | Casual                                                    | Multiplayer, 1 jogador, Co-op | Sitting, Standing                 | Coastalbyte Games                                       | 227.8 MB   |                  |           |                                                         | [ 17 ]             |
| 2019-12-10      | Quill Theater                           | Media Player, Creative                                    | 1 jogador                     | Sitting, Standing, Roomscale      | Facebook Technologies,                                  | 21.8 MB    |                  |           |                                                         |                    |
| 2019-07-25      | Raccoon Lagoon                          | Casual                                                    | Multiplayer, 1 jogador, Co-op | Sitting, Standing                 | Hidden Path diversão                                    | 1.63 GB    |                  |           |                                                         | [ 17 ]             |
| 2019-05-21      | Racket Fury: Table Tennis VR            | esporte                                                   | Multiplayer, 1 jogador        | Sitting, Standing                 | Pixel Edge Games                                        | 1.16 GB    |                  |           |                                                         | [ 3 ] [ 5 ]        |
| 2019-07-18      | Racket: Nx                              | esporte                                                   | Multiplayer, 1 jogador        | Standing, Roomscale               | One Hamsa                                               | 456.6 MB   |                  |           |                                                         |                    |
| 2019-12-17      | Radial-G: Proteus                       | arcade, Racing                                            | 1 jogador                     | Sitting, Standing                 | Tammeka Games                                           | 1.55 GB    |                  |           |                                                         |                    |
| 2021-07-19      | Ragnarock                               | Casual, rítmo, música                                     | Multiplayer, 1 jogador        | Sitting, Standing, Roomscale      | WanadevStudio                                           | 1,84 GB    |                  |           |                                                         |                    |
| 2019-09-12      | Real VR Fishing                         | esporte, relaxamento                                      | Multiplayer, 1 jogador, Co-op | Sitting, Standing, Roomscale      | MIRAGESOFT, Inc.                                        | 734.9 MB   |                  |           |                                                         |                    |
| 2019-05-21      | Rec Room                                | FPS, ação RPG, esporte, social                            | Multiplayer, 1 jogador, Co-op | Sitting, Standing, Roomscale      | Against Gravity                                         | 1.34 GB    |                  | Free      | iOS, Android, PC, SteamVR, Oculus Rift, Xbox, PS4, PSVR | [ 3 ] [ 5 ] [ 29 ] |
| 2019-05-21      | Red Bull TV                             | Media player                                              | 1 jogador                     | Sitting, Standing                 | Red Bull                                                | 20.9 MB    |                  |           |                                                         | [ 19 ]             |
| 2019-08-15      | Red Matter                              | exploração, Puzzle                                        | 1 jogador                     | Sitting, Standing, Roomscale      | Vertical Robot                                          | 1.40 GB    |                  |           |                                                         |                    |
| 2021-10-21      | Resident Evil 4                         | Survival Horror, tiro                                     | Single-Player                 | Sitting, Standing                 | Armature Studio                                         | 7.8 GB     |                  |           | Quest 2 Exclusive                                       |                    |
| 2020-10-12      | Rez Infinite                            | ação, arcade, tiro                                        | 1 jogador                     | Sitting, Standing                 | Monstars Inc. and Resonair                              | 682.8 MB   |                  |           |                                                         |                    |
| 2019-06-27      | Richie’s Plank Experience               | Casual                                                    | 1 jogador                     | Roomscale                         | Toast                                                   | 430.0 MB   |                  |           |                                                         | [ 30 ]             |
| 2019-05-21      | Robo Recall: Unplugged                  | tiro FPS                                                  | 1 jogador                     | Sitting, Standing, Roomscale      | Drifter diversão                                        | 3.47 GB    |                  |           |                                                         | [ 3 ] [ 5 ] [ 9 ]  |
| 2020-03-26      | The Room VR: A Dark Matter              | aventura, exploração, Puzzle                              | 1 jogador                     | Sitting, Standing                 | Fireproof Games                                         | 2.32 GB    |                  |           |                                                         |                    |
| 2019-05-21      | RUSH                                    | Racing                                                    | Multiplayer, 1 jogador        | Sitting, Standing, Roomscale      | Binary Mill                                             | 963.6 MB   |                  |           |                                                         | [ 3 ] [ 4 ] [ 5 ]  |
| 2019-07-25      | Républic VR                             | Horror                                                    | 1 jogador                     | Sitting, Standing                 | Camouflaj                                               | 3.61 GB    |                  |           |                                                         | [ 17 ]             |
| 2019-07-27      | Sairento VR: Untethered                 | ação                                                      | Multiplayer, 1 jogador, Co-op | Sitting, Standing, Roomscale      | Mixed Realms Pte Ltd                                    | 1.91 GB    |                  |           |                                                         | [ 15 ]             |
| 2019-08-16      | Samsung VR Videos (No longer available) | Media Player                                              | 1 jogador                     | Sitting, Standing                 | Samsung Electronics America                             |            |                  |           |                                                         |                    |
| 2019-08-29      | SculptrVR                               | Creativity                                                | Multiplayer, 1 jogador, Co-op | Sitting, Standing, Roomscale      | SculptrVR, Inc,                                         | 434.2 MB   |                  |           |                                                         |                    |
| 2019-05-21      | Shadow Point                            | aventura                                                  | 1 jogador                     | Sitting, Standing, Roomscale      | Coatsink                                                | 2.16 GB    |                  |           |                                                         | [ 3 ] [ 5 ] [ 9 ]  |
| 2020-08-27      | Shooty Fruity                           | ação, tiro, simulação                                     | 1 jogador                     | Sitting, Standing, Roomscale      | nDreams/Near Light                                      | 2.68 GB    |                  |           |                                                         |                    |
| 2020-07-02      | Shooty Skies Overdrive                  | ação, arcade, tiro                                        | 1 jogador                     | Sitting, Standing, Roomscale      | Mighty Games Group                                      | 1.47 GB    |                  |           |                                                         |                    |
| 2019-06-20      | SHOWTIME                                | Media Player                                              | 1 jogador                     | Sitting                           | Showtime Digital, Inc.                                  | 15.9 MB    |                  |           |                                                         |                    |
| 2019-06-20      | Showtime Anytime                        | Media Player                                              | 1 jogador                     | Sitting                           | Showtime Digital, Inc.                                  | 16.0 MB    |                  |           |                                                         |                    |
| 2020-09-10      | Sphere Toon - VR Comic                  | 360 Experience (Non-game), arte, Horror                   | 1 jogador                     | Sitting, Standing, Roomscale      | Studio HORANG                                           | 96.6 MB    |                  |           |                                                         |                    |
| 2019-05-21      | Skybox VR Video Player                  | Media player                                              | 1 jogador                     | Sitting, Standing                 | Source Technology Inc                                   | 264.3 MB   |                  |           |                                                         | [ 5 ]              |
| 2019-09-12      | Skyworld: Kingdom Brawl                 | arcade, ação, Strategy                                    | Multiplayer, 1 jogador        | Sitting, Standing, Roomscale      | Vertigo Games                                           | 1.22 GB    |                  |           |                                                         |                    |
| 2019-05-21      | Sling TV                                | Media player                                              | 1 jogador                     | Sitting                           | Sling TV                                                | 46.9 MB    |                  |           |                                                         | [ 31 ]             |
| 2021-07-08      | Sniper Elite VR                         | ação, tiro                                                | 1 jogador                     | Sitting, Standing, Roomscale      | Coatsink                                                | 3.14 GB    |                  |           |                                                         |                    |
| 2020-09-24      | Solaris: Offworld Combat                | arcade, tiro                                              | Multiplayer                   | Sitting, Standing, Roomscale      | First Contact diversão                                  | 1,91 GB    |                  | Yes       |                                                         |                    |
| 2019-05-21      | Space Pirate Trainer DX                 | tiro FPS                                                  | Multiplayer, 1 jogador        | Sitting, Standing, Roomscale      | I-Illusions                                             | 1.53 GB    |                  | No        |                                                         | [ 3 ] [ 5 ]        |
| 2020-05-21      | Spaceteam VR                            | arcade, Social, espaço                                    | Multiplayer, 1 jogador, Co-op | Standing, Sitting                 | Cooperative Innovations                                 | 746.0 MB   |                  |           |                                                         |                    |
| 2020-09-03      | Spatial                                 | produtividade, Social, Utility                            | Multiplayer, 1 jogador, Co-op | Sitting, Standing, Roomscale      | Spatial                                                 | 397.8 MB   |                  |           |                                                         |                    |
| 2019-11-14      | Spice & Wolf                            | narrativa                                                 | 1 jogador                     | Sitting                           | SpicyTails                                              | 801.4 MB   |                  |           |                                                         |                    |
| 2019-05-21      | esporte Scramble                        | esporte                                                   | Multiplayer, 1 jogador        | Standing, Roomscale               | Armature Studio                                         | 1.16 GB    |                  |           |                                                         | [ 3 ] [ 4 ] [ 5 ]  |
| 2019-08-22      | Star Chart                              | educacional, Space                                        | 1 jogador                     | Sitting, Standing, Roomscale      | Escapist Games Ltd                                      | 414.1 MB   |                  |           |                                                         |                    |
| 2019-12-16      | Star Trek: Bridge Crew                  | Social, Space                                             | Multiplayer, 1 jogador, Co-op | Sitting, Standing                 | Force Field diversão B.V.                               | 1.45 GB    | No               |           |                                                         |                    |
| 2020-11-19      | Star Wars: Tales from the Galaxy's Edge | ação, aventura, narrativa                                 | 1 jogador                     | Sitting, Standing, Roomscale      | ILMxLAB                                                 | 5.67 GB    |                  |           |                                                         | [ 32 ]             |
| 2021-08-19      | Stones of Harlath                       | ação, aventura                                            | 1 jogador                     | Sitting, Standing                 | Garage Collective                                       |            |                  |           |                                                         |                    |
| 2021-08-05      | STRIDE                                  | ação, arcade, esporte                                     | 1 jogador                     | Roomscale                         | Joy Way                                                 | 1.90 GB    |                  |           |                                                         |                    |
| 2019-05-21      | Superhot VR                             | tiro FPS                                                  | 1 jogador                     | Standing, Roomscale               | SUPERHOT Team                                           | 1.97 GB    | No               |           |                                                         | [ 3 ] [ 5 ] [ 9 ]  |
| 2020-04-23      | Supernatural                            | música, relaxamento/Meditation, esporte                   | 1 jogador                     | Standing, Roomscale               | Within Unlimited, Inc.                                  | 1019.9 MB  |                  |           |                                                         |                    |
| 2019-06-06      | Swords of Gargantua                     | aventura, multiplayer                                     | Multiplayer, 1 jogador, Co-op | Sitting, Standing                 | Yomuneco Inc.                                           | 2.13 GB    |                  |           |                                                         | [ 17 ]             |
| 2019-10-31      | Synth Riders                            | músicaal, esporte                                         | Multiplayer, 1 jogador        | Sitting, Standing, Roomscale      | Kluge Interactive                                       | 1.18 GB    |                  | Yes       | PCVR                                                    |                    |
| 2020-05-14      | Tetris Effect: Connected                | arcade, Puzzle, relaxamento/Meditation                    | Multiplayer, 1 jogador, Co-op | Sitting                           | Monstars Inc. and Resonair                              | 3.03 GB    |                  | No        |                                                         |                    |
| 2019-10-24      | The Thrill of the Fight                 | luta, esporte                                             | 1 jogador                     | Roomscale                         | Ian Fitz                                                | 1.12 GB    |                  |           |                                                         |                    |
| 2019-05-21      | Thumper                                 | músicaal                                                  | 1 jogador                     | Sitting                           | Drool                                                   | 391.2 MB   |                  |           |                                                         | [ 5 ] [ 33 ]       |
| 2019-05-21      | Tilt Brush                              | Creativity                                                | 1 jogador                     | Sitting, Standing, Roomscale      | Google                                                  | 314.3 MB   |                  |           |                                                         | [ 5 ] [ 34 ]       |
| 2019-08-15      | Time Stall                              | ação, Puzzle, Space                                       | 1 jogador                     | Roomscale                         | Force Field diversão B.V.                               | 1.71 GB    | No               |           |                                                         |                    |
| 2019-12-19      | Titans of Space PLUS                    | educacional, Space                                        | 1 jogador                     | Sitting, Standing                 | DrashVR                                                 | 1.12 GB    |                  |           |                                                         |                    |
| 2019-06-19      | Tokyo Chronos                           | aventura                                                  | 1 jogador                     | Sitting, Standing, Roomscale      | MyDearest                                               | 712.6 MB   |                  |           |                                                         | [ 3 ]              |
| 2021-07-08      | Totally Baseball                        | simulação, Social, esporte                                | 1 jogador                     | Sitting, Standing                 | Viewer Ready Corp                                       | 1.39 GB    |                  |           |                                                         |                    |
| 2021-07-13      | A Township Tale                         | aventura, RPG, simulação                                  | Multiplayer, 1 jogador, Co-op | Standing, Roomscale               | Alta                                                    | 939.5 MB   |                  |           |                                                         | [ 35 ]             |
| 2021-04-08      | Traffic Jams                            | arcade, Casual, simulação                                 | Multiplayer, 1 jogador        | Sitting, Standing                 | Little Chicken Game Company / Vertigo Games             | 904.9 MB   |                  | Yes       |                                                         |                    |
| 2019-09-13      | Traveling While Black                   | narrativa                                                 | 1 jogador                     | Sitting                           | Felix & Paul Studios                                    | 35.4 MB    |                  |           |                                                         |                    |
| 2019-09-13      | TribeXR DJ School                       | educacional, música                                       | Multiplayer, 1 jogador, Co-op | Sitting, Standing, Roomscale      | Tribe XR Inc                                            | 945.8 MB   |                  |           |                                                         |                    |
| 2019-12-19      | TRIPP                                   | relaxamento                                               | 1 jogador                     | Sitting                           | TRIPP, Inc.                                             | 1.09 GB    |                  |           |                                                         |                    |
| 2020-06-18      | Trover Saves the Universe               | ação, aventura, narrativa                                 | 1 jogador                     | Sitting, Standing                 | Squanch Games, Inc.                                     | 3.37 GB    |                  |           |                                                         |                    |
| 2019-05-21      | Ultrawings                              | Flight simulação                                          | 1 jogador                     | Sitting                           | Bit Planet Games                                        | 1.12 GB    |                  |           |                                                         | [ 3 ] [ 4 ] [ 5 ]  |
| 2019-11-19      | The Under Presents                      | aventura, exploração, narrativa                           | Multiplayer, 1 jogador        | Sitting, Standing, Roomscale      | Tender Claws                                            | 3.54 GB    |                  |           |                                                         | [ 3 ]              |
| 2020-09-29      | Until You Fall                          | ação, luta                                                | 1 jogador                     | Sitting, Standing, Roomscale      | Schell Games                                            | 1023.7 MB  |                  |           |                                                         |                    |
| 2019-12-12      | Vacation simulador                      | simulação                                                 | 1 jogador                     | Roomscale                         | Owlchemy Labs                                           | 1.66 GB    |                  |           |                                                         | [ 3 ] [ 4 ]        |
| 2019-05-21      | Vader Immortal: Episode I               | aventura                                                  | 1 jogador                     | Sitting, Standing, Roomscale      | ILMxLab                                                 | 2.67 GB    |                  |           |                                                         | [ 3 ] [ 5 ] [ 9 ]  |
| 2019-09-25      | Vader Immortal: Episode II              | aventura                                                  | 1 jogador                     | Sitting, Standing, Roomscale      | ILMxLab                                                 | 3.61 GB    |                  |           |                                                         |                    |
| 2019-11-21      | Vader Immortal: Episode III             | aventura                                                  | 1 jogador                     | Sitting, Standing, Roomscale      | ILMxLab                                                 | 3.75 GB    |                  |           |                                                         |                    |
| 2019-12-05      | Waltz of the Wizard: Extended Edition   | aventura, exploração                                      | 1 jogador                     | Standing, Roomscale               | Aldin Dynamics                                          | 1.60 GB    |                  |           |                                                         |                    |
| 2019-12-03      | VARK                                    | música, Social                                            | 1 jogador                     | Sitting, Standing                 | ActEvolve                                               | 301.5 MB   |                  |           |                                                         |                    |
| 2021-08-12      | Ven VR aventura                         | ação, aventura, arcade                                    | 1 jogador                     | Sitting, Standing                 | Monologic Games                                         | 7.81 GB    |                  | Yesfdisc  |                                                         |                    |
| 2019-05-21      | Virtual Desktop                         | Utility                                                   | 1 jogador                     | Sitting, Standing                 | Virtual Desktop, Inc.                                   | 421.9 MB   |                  |           |                                                         | [ 3 ] [ 5 ]        |
| 2019-05-21      | Virtual Virtual Reality                 | aventura                                                  | 1 jogador                     | Sitting, Standing, Roomscale      | Tender Claws                                            | 514.1 MB   |                  |           |                                                         | [ 3 ] [ 4 ] [ 5 ]  |
| 2020-09-17      | Void Racer: Extreme                     | arcade, voar, Racing                                      | Multiplayer, 1 jogador        | Sitting, Standing                 | Coplanar Games                                          | 861.0 MB   |                  |           |                                                         |                    |
| 2019-05-21      | VRChat                                  | Social                                                    | Multiplayer                   | Sitting, Standing, Roomscale      | VRChat                                                  | 730.7 MB   |                  |           |                                                         | [ 3 ] [ 4 ] [ 5 ]  |
| 2019-05-21      | VR Karts Sprint                         | Racing                                                    | Multiplayer, 1 jogador        | Sitting                           | Viewpoint Games                                         | 937.8 MB   |                  |           |                                                         | [ 3 ] [ 5 ]        |
| 2020-08-13      | vSpatial                                | Media Player, produtividade, Utility                      | Multiplayer, 1 jogador        | Sitting, Standing                 | vSpatial Inc.                                           | 484.8 MB   |                  |           |                                                         |                    |
| 2020-09-24      | Walkabout Mini Golf                     | Casual, esporte                                           | Multiplayer, 1 jogador        | Sitting, Standing, Roomscale      | Lucas Martell                                           | 1.04 GB    |                  |           |                                                         |                    |
| 2019-05-21      | Wander                                  | exploração                                                | Multiplayer, 1 jogador, Co-op | Sitting, Standing                 | Parkline Interactive                                    | 360.0 MB   |                  |           |                                                         | [ 5 ]              |
| 2019-09-19      | Wands                                   | ação, aventura                                            | Multiplayer, 1 jogador        | Sitting, Standing                 | Cortopia Studios                                        | 670.1 MB   |                  |           |                                                         | [ 19 ]             |
| 2020-12-08      | Warhammer 40,000: Battle Sister         | ação, tiro                                                | Multiplayer, 1 jogador        | Sitting, Standing, Roomscale      | Pixel Toys                                              | 4,33 GB    |                  | Yes       |                                                         |                    |
| 2021-07-29      | Warplanes: WW1 Fighters                 | arcade, voar, simulação                                   | Multiplayer, 1 jogador        | Sitting                           | Home Net Games                                          | 437.0 MB   |                  | Yes       |                                                         |                    |
| 2019-12-12      | Where Thoughts GO                       | Social, relaxamento                                       | 1 jogador                     | Sitting, Standing                 | Lucas Rizzotto                                          | 824.4 MB   |                  |           |                                                         |                    |
| 2019-07-11      | Within                                  | Media player                                              | 1 jogador                     | Sitting, Standing, Roomscale      | Within                                                  | 221.0 MB   |                  |           |                                                         | [ 17 ]             |
| 2020-10-13      | The Walking Dead: Saints & Sinners      | Survival, Horror, tiro FPS                                | 1 jogador                     | Sitting, Standing, Roomscale      | Skydance Interactive                                    | 8.39 GB    |                  |           |                                                         |                    |
| 2019-06-06      | The Wizards                             | ação aventura                                             | 1 jogador                     | Sitting, Standing                 | Carbon Studio                                           | 3.43 GB    |                  |           |                                                         | [ 36 ]             |
| 2020-07-09      | Wonderglade                             | arcade, Casual                                            | Multiplayer, 1 jogador        | Sitting, Standing, Roomscale      | Resolution Games                                        | 401.2 MB   |                  |           |                                                         |                    |
| 2021-04-22      | Wraith: The Oblivion - Afterlife        | aventura, exploração, Horror                              | 1 jogador                     | Sitting, Standing, Roomscale      | Fast Travel Games                                       | 3.49 GB    |                  |           |                                                         |                    |
| 2019-05-21      | YouTube VR                              | Media Player                                              | 1 jogador                     | Sitting, Standing, Roomscale      | Google                                                  | 100.0 MB   |                  |           |                                                         | [ 19 ]             |
| 2021-01-28      | Yupitergrad                             | ação, Racing, espaço                                      | 1 jogador                     | Sitting, Standing, Roomscale      | Gamedust                                                | 1.04 GB    |                  |           |                                                         |                    |
| 2021-05-13      | Zero Caliber: Reloaded                  | ação, tiro, simulação                                     | Multiplayer, 1 jogador, Co-op | Sitting, Standing, Roomscale      | XREAL Games                                             | 3.74 GB    |                  |           |                                                         |                    |

## Multijogadores para Quest 1/2
| Data de lançamento | Título                           | Gênero                                 | Modo de jogo                  | Compartilhamento | Cross-Buy | Cross-Play | Conta simples multiplayer                     |
| ------------------ | -------------------------------- | -------------------------------------- | ----------------------------- | ---------------- | --------- | ---------- | --------------------------------------------- |
| 2019-08-29         | Acron: Attack of the Squirrels!  | ação, arcade, Social                   | Multiplayer                   |                  |           |            |                                               |
| 2020-08-20         | Alcove                           | exploração, Social, Travel             | Multiplayer, 1 jogador, Co-op |                  |           |            |                                               |
| 2019-09-12         | AltspaceVR                       | Casual, Social                         | Multiplayer, 1 jogador, Co-op |                  | Free      |            | Yes                                           |
| 2019-12-05         | Arizona Sunshine                 | tiro FPS                               | Multiplayer, 1 jogador, Co-op |                  | No        | No         | Yes                                           |
| 2019-05-21         | Beat Saber                       | músicaal                               | Multiplayer, 1 jogador        | No               | No        | Rift       | You just can´t be in the same server together |
| 2019-05-21         | Bigscreen Beta                   | Social                                 | Multiplayer, 1 jogador, Co-op |                  | Free      | PCVR       | Yes                                           |
| 2020-11-20         | Blaston                          | ação, tiro, esporte                    | Multiplayer, 1 jogador        |                  |           |            | Yes                                           |
| 2021-06-08         | BoomBox                          | música, rítmo                          | Multiplayer, 1 jogador        |                  |           |            |                                               |
| 2021-04-15         | Carly and the Reaperman          | ação, Puzzle, Social                   | 1 jogador, Multiplayer, Co-op |                  | No        |            |                                               |
| 2021-06-29         | Chess Club                       | Casual, Strategy                       | Multiplayer, 1 jogador        |                  |           |            |                                               |
| 2019-08-27         | Cloudlands 2                     | Social, esporte                        | Multiplayer, 1 jogador, Co-op |                  |           |            |                                               |
| 2020-09-03         | Cook-Out                         | Casual, Food, Social                   | Multiplayer, 1 jogador, Co-op |                  | Yes       | PCVR       | Yes                                           |
| 2020-12-03         | Contractors VR                   | tiro FPS, multiplayer                  | Multiplayer, 1 jogador, Co-op |                  | Yes       | PCVR       | Yes                                           |
| 2019-05-21         | Creed: Rise to Glory             | luta game, esporte                     | Multiplayer, 1 jogador        |                  |           |            | No                                            |
| 2021-01-26         | Crisis VRigade                   | ação, arcade, tiro                     | Multiplayer, 1 jogador, Co-op |                  | No        |            | Yes                                           |
| 2021-01-28         | Crisis VRigade 2                 | ação, arcade, tiro                     | Multiplayer, 1 jogador, Co-op |                  | -         |            | Yes                                           |
| 2019-05-21         | Dance Central (2019)             | músicaal                               | Multiplayer, 1 jogador, Co-op |                  |           |            | No                                            |
| 2020-10-08         | Dash Dash World                  | Racing, Karting, Casual, Party, tiro   | Multiplayer, 1 jogador, Co-op |                  |           |            | No                                            |
| 2019-05-21         | Dead and Buried II               | tiro FPS                               | Multiplayer, 1 jogador        |                  |           |            | Rift with Quest only                          |
| 2019-09-26         | Death Horizon: Reloaded          | tiro FPS, horror                       | Multiplayer, 1 jogador        |                  |           |            | Yes                                           |
| 2019-12-05         | Death Lap                        | arcade, Racing, tiro                   | Multiplayer, 1 jogador        |                  |           |            | No                                            |
| 2021-05-06         | Demeo                            | aventura, RPG, Strategy                | Multiplayer, 1 jogador, Co-op |                  | Yes       |            | Yes                                           |
| 2021-08-05         | Disc Ninja                       | arcade, simulação, esporte             | Multiplayer, 1 jogador        |                  |           |            |                                               |
| 2019-05-21         | Drop Dead: Dual Strike Edition   | tiro FPS, horror                       | Multiplayer, 1 jogador, Co-op |                  |           |            | No                                            |
| 2019-09-12         | Drunkn Bar Fight                 | ação, luta                             | Multiplayer, 1 jogador, Co-op |                  | No        |            | No                                            |
| 2020-05-05         | Echo VR                          | ação, Social, esporte                  | Multiplayer                   | Free             | Free      |            |                                               |
| 2020-02-27         | Eleven Table Tennis              | esporte, simulador                     | Multiplayer, 1 jogador        |                  |           |            | Yes                                           |
| 2019-09-05         | Elven Assassin                   | tiro, multiplayer                      | Multiplayer, 1 jogador, Co-op |                  |           |            | Yes                                           |
| 2019-05-21         | Epic Roller Coaster              | Casual                                 | Multiplayer, 1 jogador        | Free             | Free      |            |                                               |
| 2019-05-21         | FitXR                            | esporte                                | Multiplayer, 1 jogador        | No               |           | PCVR       |                                               |
| 2021-05-27         | ForeVR Bowl                      | Casual, simulação, esporte             | Multiplayer, 1 jogador, Co-op |                  |           |            |                                               |
| 2021-03-25         | Golf 5 eClub                     | simulação, Social, esporte             | Multiplayer, 1 jogador        |                  |           |            |                                               |
| 2019-09-12         | Half + Half                      | arcade, Social, exploração             | Multiplayer, Co-op            |                  |           |            |                                               |
| 2021-02-25         | Hyper Dash                       | ação, tiro                             | Multiplayer, 1 jogador        |                  |           |            | Yes                                           |
| 2020-07-23         | Immersed                         | produtividade, Social, Utility         | Multiplayer, 1 jogador, Co-op |                  |           |            |                                               |
| 2020-04-09         | Ironlights                       | ação, luta, esporte                    | Multiplayer, 1 jogador        |                  |           |            |                                               |
| 2019-05-21         | Keep Talking and Nobody Explodes | Puzzle                                 | Co-op                         |                  |           |            |                                               |
| 2019-10-17         | Kingspray Graffiti               | Creative, simulação, Casual            | Multiplayer, 1 jogador        |                  |           |            | Yes                                           |
| 2021-06-17         | Larcenauts                       | ação, arcade, Shooting                 | Multiplayer                   |                  | Yes       |            |                                               |
| 2020-05-14         | Mini Motor Racing X              | ação, arcade, Racing                   | Multiplayer, 1 jogador, Co-op |                  |           |            |                                               |
| 2020-01-16         | Multiverse                       | Casual, exploração, Educação           | Multiplayer, 1 jogador        |                  |           |            |                                               |
| 2020-07-30         | Onward                           | ação, tiro, simulação                  | Multiplayer, Co-op, 1 jogador |                  |           | PCVR       | No                                            |
| 2019-05-21         | OrbusVR: Reborn                  | Mass Multiplayer Online ação RPG       | Multiplayer, 1 jogador        | No               |           |            | Yes, using another OrbusVR account            |
| 2019-12-12         | Path of the Warrior              | ação, arcade, luta                     | Multiplayer, Co-op, 1 jogador |                  |           |            | No                                            |
| 2019-06-27         | Penn & Teller VR: F U, U, U, & U | Casual                                 | Multiplayer, 1 jogador        |                  |           |            |                                               |
| 2019-05-21         | PokerStars VR                    | Casual                                 | Multiplayer                   |                  |           |            | No                                            |
| 2019-09-12         | Poker VR                         | Social, esporte                        | Multiplayer                   |                  |           |            |                                               |
| 2020-08-22         | Population: One                  | ação, arcade, tiro                     | Multiplayer, 1 jogador        | No               |           | PCVR       | No                                            |
| 2020-06-04         | Premium Bowling                  | simulação, esporte                     | Multiplayer, 1 jogador        |                  |           |            | Yes                                           |
| 2020-05-28         | Topgolf with Pro Putt            | aventura, simulação, esporte           | Multiplayer, 1 jogador        |                  |           |            | Yes                                           |
| 2019-06-13         | Puppet Fever                     | Casual                                 | Multiplayer, 1 jogador, Co-op |                  |           |            |                                               |
| 2019-07-25         | Raccoon Lagoon                   | Casual                                 | Multiplayer, 1 jogador, Co-op |                  |           |            | No                                            |
| 2019-05-21         | Racket Fury: Table Tennis VR     | esporte                                | Multiplayer, 1 jogador        |                  |           |            | Yes                                           |
| 2019-07-18         | Racket: Nx                       | esporte                                | Multiplayer, 1 jogador        |                  |           |            | Yes                                           |
| 2021-07-19         | Ragnarock                        | Casual, rítmo, música                  | Multiplayer, 1 jogador        |                  |           |            |                                               |
| 2019-09-12         | Real VR Fishing                  | esporte, relaxamento                   | Multiplayer, 1 jogador, Co-op |                  |           |            | No                                            |
| 2019-05-21         | Rec Room                         | FPS, ação RPG, esporte, social         | Multiplayer, 1 jogador, Co-op |                  |           |            | Yes, using another Rec Room account           |
| 2019-05-21         | RUSH                             | Racing                                 | Multiplayer, 1 jogador        |                  |           |            |                                               |
| 2019-07-27         | Sairento VR: Untethered          | ação                                   | Multiplayer, 1 jogador, Co-op |                  |           |            | Yes                                           |
| 2019-08-29         | SculptrVR                        | Creativity                             | Multiplayer, 1 jogador, Co-op |                  |           |            |                                               |
| 2019-09-12         | Skyworld: Kingdom Brawl          | arcade, ação, Strategy                 | Multiplayer, 1 jogador        |                  |           |            | Yes                                           |
| 2020-09-24         | Solaris: Offworld Combat         | arcade, tiro                           | Multiplayer                   |                  | Yes       |            |                                               |
| 2019-05-21         | Space Pirate Trainer DX          | tiro FPS                               | Multiplayer, 1 jogador        |                  | No        |            |                                               |
| 2020-05-21         | Spaceteam VR                     | arcade, Social, espaço                 | Multiplayer, 1 jogador, Co-op |                  |           |            | Yes                                           |
| 2020-09-03         | Spatial                          | produtividade, Social, Utility         | Multiplayer, 1 jogador, Co-op |                  |           |            | Yes, using another Spatial account            |
| 2019-05-21         | esporte Scramble                 | esporte                                | Multiplayer, 1 jogador        |                  |           |            | No                                            |
| 2019-12-16         | Star Trek: Bridge Crew           | Social, Space                          | Multiplayer, 1 jogador, Co-op | No               |           |            | Yes                                           |
| 2019-06-06         | Swords of Gargantua              | aventura, multiplayer                  | Multiplayer, 1 jogador, Co-op |                  |           |            |                                               |
| 2019-10-31         | Synth Riders                     | músicaal, esporte                      | Multiplayer, 1 jogador        |                  | Yes       | PCVR       | Yes                                           |
| 2020-05-14         | Tetris Effect: Connected         | arcade, Puzzle, relaxamento/Meditation | Multiplayer, 1 jogador, Co-op |                  | No        |            |                                               |
| 2021-07-13         | A Township Tale                  | aventura, RPG, simulação               | Multiplayer, 1 jogador, Co-op |                  |           |            |                                               |
| 2021-04-08         | Traffic Jams                     | arcade, Casual, simulação              | Multiplayer, 1 jogador        |                  | Yes       |            |                                               |
| 2019-09-13         | TribeXR DJ School                | educacional, música                    | Multiplayer, 1 jogador, Co-op |                  |           |            |                                               |
| 2019-11-19         | The Under Presents               | aventura, exploração, narrativa        | Multiplayer, 1 jogador        |                  |           |            |                                               |
| 2020-09-17         | Void Racer: Extreme              | arcade, voar, Racing                   | Multiplayer, 1 jogador        |                  |           |            |                                               |
| 2019-05-21         | VRChat                           | Social                                 | Multiplayer                   |                  |           |            | Yes, using another VRChat account             |
| 2019-05-21         | VR Karts Sprint                  | Racing                                 | Multiplayer, 1 jogador        |                  |           |            |                                               |
| 2020-08-13         | vSpatial                         | Media Player, produtividade, Utility   | Multiplayer, 1 jogador        |                  |           |            |                                               |
| 2020-09-24         | Walkabout Mini Golf              | Casual, esporte                        | Multiplayer, 1 jogador        |                  |           |            | Yes                                           |
| 2019-05-21         | Wander                           | exploração                             | Multiplayer, 1 jogador, Co-op |                  |           |            | No                                            |
| 2019-09-19         | Wands                            | ação, aventura                         | Multiplayer, 1 jogador        |                  |           |            | No                                            |
| 2020-12-08         | Warhammer 40,000: Battle Sister  | ação, tiro                             | Multiplayer, 1 jogador        |                  | Yes       |            |                                               |
| 2021-07-29         | Warplanes: WW1 Fighters          | arcade, voar, simulação                | Multiplayer, 1 jogador        |                  | Yes       |            |                                               |
| 2020-07-09         | Wonderglade                      | arcade, Casual                         | Multiplayer, 1 jogador        |                  |           |            |                                               |
| 2021-05-13         | Zero Caliber: Reloaded           | ação, tiro, simulação                  | Multiplayer, 1 jogador, Co-op |                  |           |            |                                               |

2022-01-27 |Zenith: The Last City |ação, MMORPG |Multiplayer, 1 jogador, Co-op | |Yes |Yes | |}

## Títulos em desenvolvimento
Jogos anunciados que estão em desenvolvimentos:
| Title                                                       | Genre                                | Developer(s)           | Refs          | Target Release Date |
| ----------------------------------------------------------- | ------------------------------------ | ---------------------- | ------------- | ------------------- |
| After The Fall                                              | tiro, multiplayer                    | Survios                |               | December 2021       |
| Battlewake                                                  | tiro, multiplayer                    | Survios                | [ 37 ]        |                     |
| Beast Pets                                                  | simulação, Casual                    | Beast, Inc.            |               |                     |
| Cradle of Sins                                              | MOBA                                 | U24 Solutions          | [ 38 ]        |                     |
| Facebook Horizon                                            | Social, multiplayer                  | Facebook VR            | [ 39 ]        |                     |
| Puzzle Bobble VR: Vacation Odyssey                          | Puzzle                               | Taito Corporation      |               |                     |
| QuiVr                                                       | tiro FPS, multiplayer                | Luminary Apps          | [ 40 ]        |                     |
| rítmo of the Universe                                       | aventura                             | Rotu diversão          | [ 41 ]        |                     |
| The Brookhaven Experiment                                   | tiro FPS, horror                     | Phosphor Games Studios | [ 40 ]        |                     |
| Captain ToonHead vs. The Punks from Outer Space             | tiro FPS, tower defense              | Teravision Games       | [ 42 ] [ 43 ] |                     |
| The Walking Dead: Saints & Sinners - Chapter 2: Retribution | tiro, Single-Player, Survival Horror | Skydance interactive   |               | TBA                 |